# Georgetown (comté de Lancaster, Pennsylvanie)
Pour les articles homonymes, voir Georgetown.
Georgetown est une census-designated place située dans le comté de Lancaster, dans l’État de Pennsylvanie, aux États-Unis. Lors du recensement de 2020, elle compte 1 058 habitants.